# Aubrey Modiba
Aubrey Modiba (Polokwane, Sudáfrica, 22 de julio de 1995) es un futbolista de Sudáfrica que juega en la posición de lateral izquierdo con el Mamelodi Sundowns de la Premier Soccer League.

## Carrera

### Club
| Periodo   | Club                  |
| --------- | --------------------- |
| 2014-2016 | Mpumalanga Black Aces |
| 2016      | Cape Town City FC     |
| 2016–2020 | SuperSport United     |
| 2020–     | Mamelodi Sundowns     |

### Selección nacional
A nivel de selecciones menores, Modiba ha estado en el proceso de selecciones menores desde la categoría sub-20, donde llegó a jugar en la Copa Mundial de Fútbol Sub-20 de 2015 y en los Juegos Olímpicos de Río de Janeiro 2016 donde fue titular en los tres partidos del torneo.
Su debut con Sudáfrica llegó el 18 de junio de 2016 en el empate 1-1 ante Lesoto en Windhoek por la Copa COSAFA 2016 y su primer gol internacional lo anotó el 5 de junio de 2018 en la victoria por 4-1 sobre Namibia en Polokwane por la Copa COSAFA 2018.

## Logros

### Club
- Copa de Sudáfrica (1): 2016/17
- MTN 8 (1): 2017

### Selección nacional
- Copa COSAFA (1): 2016